# Guider
Guider o Guidder es una comuna camerunesa perteneciente al departamento de Mayo-Louti de la región del Norte.
En 2005 su población total fue de 223 503 habitantes, de los cuales 52 316 vivían en la capital comunal homónima.
Se ubica unos 100 km al noreste de la capital regional Garua.

## Localidades
Comprende la ciudad de Guider y las siguientes localidades:
- Babarkin
- Babouri
- Badechi
- Baïga
- Baïla
- Baldaï
- Bama
- Bambalo
- Banam
- Bang
- Bariki Djaman
- Barkao
- Bassira
- Bedeve (Wouro Touwe)
- Beli
- Bima
- Bissoli
- Boboldou
- Bodong
- Bohong
- Boko
- Bouckadji
- Boudjoulkou
- Boulou
- Bourwoy
- Daba Daba
- Dabala
- Dafa
- Dakoume
- Dalami
- Dale
- Danguar
- Dansang
- Degueri
- Dem
- Diri
- Djabi
- Djalingo
- Djamboutou
- Djamtari
- Djedjengue
- Djelem
- Djibaou
- Djoude
- Djouroum
- Do Mayo
- Dogom
- Donfana
- Doubas
- Doubi
- Douboulwoy
- Douroum
- Douroum Mango
- Fitoume
- Gaboune
- Galao
- Ganda Kona
- Ganda Leleng
- Gangang
- Gara Golombe
- Gara Guider
- Garage Ndoua
- Gatouguel
- Gaval
- Gnibango
- Golirde
- Golombé Windé
- Golomo Guider
- Golvong
- Gondouro
- Gondourou
- Gorom
- Gortong
- Goudak
- Gouldouwal
- Goulon Bouba Fali
- Goulong Fali
- Guatouguel
- Guezeou
- Guirlao
- Harde Kayefi
- Heri
- Heriyel
- Hirnguilang
- Ideal
- Kafinarou
- Kafkaï
- Kakala
- Kapta Bandja
- Kapta Madi
- Kariya
- Karlahi
- Kereng
- Kerkind
- Kirirambo
- Koïna Maïgari
- Koïna Messengué
- Kola
- Kona
- Korake
- Korayel
- Korgou
- Kosselel Daneyel
- Kosseyel Djohi
- Kosseyel Djowi
- Kosseyel Singlin
- Kossi
- Kousmou Douma
- Lakawar
- Larbak
- Larma
- Leleng
- Lerebi
- Libe
- Lombel
- Loubak
- Louggua Bani
- Louggua Djabe
- Lougguéré
- Malia
- Malmas
- Malouwoy
- Mambaza Gabal
- Mantchourouf
- Mari
- Marma
- Masguam
- Matafal
- Mataya
- Mayel
- Mayo Kewe
- Mayo Kora
- Mayo Kora Tizi
- Mayo Loue
- Mayo Loumas
- Mayo Malao
- Mayo Padjara
- Mayo Somré I
- Mayo Somre II
- Mayo Somre III
- Mayo Tcholli
- Mberou
- Mbirdif
- Mbor
- Mbounga
- Medebing
- Medezem
- Medjebi
- Melemdem
- Messo
- Mindjiwa
- Modjongo
- Morkovong
- Morkovong
- Moukoy
- Mousgoy I
- Mousgoy II
- Ndiam
- Ndiam Etina
- Ndiam Ibbi
- Ndjara
- Nganda
- Ngangour Bori
- Ngoufour
- Ourlang
- Padjara Abdoulaye
- Padjara Yaya
- Paha
- Parkine
- Pomla Baïla
- Raou
- Ribaou
- Roumde
- Sabere Dafa
- Saganare
- Samka
- Sarwa
- Séboré Baïla
- Sebore Mongoro
- Sessara
- Sibre
- Singaïdi
- Sodalou
- Sodjohi
- Sorawel
- Sossilim
- Soubtabani
- Souckoudou
- Souikano
- Talazoua
- Taldam
- Tar
- Taskao
- Tawane
- Tchadak Gaoula
- Tchakadjam
- Tchampalam
- Tchekal
- Tchikaf
- Tchouboul
- Tchoukkol
- Tekeli
- Tikelke
- Tilbit
- Tirlao
- Tofor
- Tonkolo
- Torkine
- Tra
- Vagama
- Vonozoum
- Vourmous
- Wala
- Walde Bororo
- Walewol Gade
- Winde Loue
- Winde Yola
- Woulep
- Yapéré
- Yolde Karehi
- Youkvouna
- Youmdjem
- Zafkat
- Zagadarba
- Zagua Mousgoy
- Zevene